# Джос (плато)
Джос (англ. Jos, прежнее название — Баучи) — плато в Нигерии. Занимает восточную часть Северо-Гвинейской возвышенности в междуречье Нигера и его притока Бенуэ. На плато берут начало многие реки бассейнов Нигера и озера Чад. Плато занимает частично штат Плато со столицей в городе Джос и штат Баучи. Общая площадь около 3,5 тыс. км². Средняя длина составляет порядка 180 км, ширина около 300—320 км. Неокультуренные области занимают высокотравные саванны, по долинам рек изредка встречаются почти вырубленный галерейный лес.

## Геология
Плато сложено в основном докембрийскими метаморфическими и древними кристаллическими породами (гнейсы, кристаллические сланцы и амфиболиты), которые местами перекрыты базальтами. Средняя высота над уровнем моря 1000—1200 м, максимальная — 1735 м (гора Шере). Над плато местами возвышаются полуразрушенные конусы древних вулканов, различного рода останцы в форме пиков, куполов и столовых гор. С трёх сторон, на западе, юге и востоке плато обрывается резкими обрывами глубиной до 500 м и более. На севере постепенно понижается в сторону Сахеля. Вулканическая активность в историческое время не зафиксирована, последние извержения происходили от 1,34 до 2,5 млн лет назад.

## Полезные ископаемые
С 17 столетия на плато были известны значительные месторождения металлов: олово, тантал и ниобий (местный ниобий занимает 3/4 мировой добычи), колумбитоносные граниты. Интенсивная геологоразведка, строительство рудников и пром. разработка месторождений началась по инициативе британских властей с 1909 года. Большая часть сырья (до 75 %) вывозилась в Великобританию, остатки экспортировались в Нидерланды и США.

## Климат
Климат субэкваториальный, муссонный с выраженным летним увлажением; в год выпадет до 1000 мм. Зимой во время сухого сезона из Сахары веют сухие горячие ветра харматаны, приносящие пыльные бури.

## Население
Коренные племена региона — тив, фульбе и джункун теперь дополняют переселенцы последних десятилетий из других регионов страны — хауса, йоруба, ибо, привлечённые возможностью заработка на рудниках, а также возможность пасти свой скот на саваннах плато.